# Tolerancja centralna
Tolerancja centralna (zwana także tolerancją pierwotną) – zachodzi w centralnych narządach limfatycznych: w grasicy (dotyczy limfocytów T) i w szpiku kostnym oraz w wątrobie płodowej (dotyczy limfocytów B). Proces ten umożliwia usunięcie limfocytów mogących zaszkodzić komórkom organizmu oraz przystosowanie limfocytów do pełnienia przez nie funkcji poprzez wyrobienie zależności od auto-MHC, co skutkuje powstaniem tolerancji immunologicznej dla komórek organizmu.

## Los limfocytów
Losy progenitorowych komórek limfoidalnych określają receptory Notch.
- delecja Notch 1 - blokada rozwoju limfocytów T i prowadzi do ektopii miejsca rozwoju limfocytów B do grasicy
- ekspresja Notch 1 - prowadzi do rozwoju limfocytów T z progenitorowych komórek limfoidalnych[1]

## Selekcja limfocytów T

### Edukacja limfocytów T
Nim limfocyty opuszczą grasicę ulegają bardzo rygorystycznej edukacji. Polega ona najpierw na selekcji pozytywnej, następnie negatywnej.
- selekcja pozytywna - polega ona na selekcji limfocytów T, które mają przeżyć i zostaną przeznaczone do stworzenia konkretnej linii komórkowej, wykazują one umiarkowane powinowactwo do receptorów klasy MHC
- selekcja negatywna - dochodzi do śmierci limfocytów T autoreaktywnych, czyli takich o wysokim powinowactwie do cząsteczek klasy MHC

### Miejsce selekcji limfocytów T
Niedojrzałe limfocyty znajdują się w części korowej. W części zewnętrznej tej kory znajdują się limfocyty niedojrzałe (zdolne do proliferacji), natomiast głębiej usytuowane są limfocyty dojrzalsze, prawdopodobnie ulegające tu selekcji pozytywnej.

### Indukcja śmierci limfocytów T
Zachodzi według mechanizmów:
- programowanej śmierci komórki (PCD) - gdy antygen limfocytu ulega eliminacji np. w wypadku ustępowania zakażenia. Usunięcie antygenów w tym wypadku pozbawia komórki bodźca umożliwiającego przeżycie, w tym także czynników wzrostu, co powoduje uwolnienie z mitochondriów cytochromu c, który po połączeniu z czynnikiem aktywującym apoptozę 1 prowadzi do aktywacji kaspaz. Skutkuje to apoptozą komórki.
- śmierci komórki indukowanej aktywacją (AICD) - zachodzi gdy komórki są stale aktywowane antygenem, proces zachodzi poprzez receptory czynnika martwicy nowotworów (TNFR), z których najważniejszy jest Fas. Może dojść do uśmiercenia limfocytu przez inny limfocyt poprzez uwolnienie rozpuszczalnego FasL.

Wymienione mechanizmy pełnią funkcję kontroli immunologicznej i są niezbędne do utrzymania homeostazy immunologicznej.

## Selekcja limfocytów B

### Śmierć limfocytów B
Zachodzi na drodze apoptozy, gdy są one autoreaktywne.

### Miejsce eliminacji limfocytów B
Miejscem usuwania autoreaktywnych limfocytów B jest śledziona. Proces zachodzi na drodze selekcji negatywnej podobnie jak w przypadku limfocytów T.